# Das letzte Wort (Fernsehserie)
Das letzte Wort ist eine deutsche Dramedy-Miniserie aus dem Jahr 2020, die im Auftrag des Streaminganbieters Netflix produziert und als Netflix Original veröffentlicht wurde. Die Idee zur Serie stammt von Thorsten Merten, der neben Anke Engelke eine Hauptrolle spielt. Die Serie umfasst 6 Folgen, die am 17. September 2020 veröffentlicht wurden.

## Handlung
Kurz nach der Silberhochzeit von Karla und Stephan Fazius stirbt Stephan plötzlich und Karla bleibt mit den beiden Kindern alleine zurück. Im familiengeführten Beerdigungsinstitut von Bestatter Andreas Borowski bereitet Karla eine pompöse Beerdigung vor. Noch vor der Beerdigung stellt sich jedoch heraus, dass ihr Mann schon seit zwei Jahren nicht mehr als Zahnarzt gearbeitet, sondern nur vorgetäuscht hatte, in die Praxis zu gehen, wenn er morgens die Wohnung verließ. Nachdem sie in den Unterlagen ihres Mannes einen Mietvertrag über eine Garage findet, fährt Karla dort vorbei und entdeckt ein vollausgestattetes Künstler-Atelier. Geprägt von diesen Eindrücken fährt sie zur Beerdigung ihres Mannes und hält die Trauerrede. Sie trifft den Entschluss, Trauerrednerin zu werden, und wird nach anfänglicher Skepsis bei Borowski angestellt. Fortan begleitet sie gemeinsam mit Borowski Hinterbliebene bei ihrem Abschied von einem geliebten Menschen; privat verbringt sie viel Zeit im Atelier und führt dort Zwiegespräche mit ihrem verstorbenen Mann.

## Figuren
Karla Fazius muss sich nach dem plötzlichen Tod ihres Mannes Stephan einen Job suchen und findet ihre neue Berufung als Trauerrednerin.
Andreas Borowski ist ein Bestatter, der mit Karla arbeitet. Seine Frau Frauke will, dass er das Bestattergewerbe aufgibt, und der Konkurrent Alexander Eitner möchte seinen Familienbetrieb aufkaufen.
Judith Fazius ist die Tochter von Karla und Stephan, die nach dem Tod ihres Vaters wieder bei ihrer Mutter einzieht. Als Fotografin freundet sie sich mit Ronnie an.
Ronnie Borowski ist der Stiefsohn von Andreas Borowski und arbeitet als Leichenpräparator mit im Familiengeschäft seines Stiefvaters.
Stephan Fazius war der Mann von Karla Fazius und eigentlich Zahnarzt. Nach 25 Jahren Ehe verstirbt er plötzlich, ohne für seine Familie vorgesorgt zu haben. Es stellt sich heraus, dass er in den letzten zwei Jahren seines Lebens nicht mehr als Zahnarzt, sondern als Künstler gearbeitet hat.
Frauke Borowski ist die Ehefrau von Bestatter Andreas, die froh wäre, wenn ihr Mann sein Bestattungsinstitut verkaufen würde. Sie sieht in Karla eine Rivalin.
Mina Dahlbeck ist die Mutter von Karla Fazius. Als sie aus ihrem Pflegeheim hinausgeworfen wird, muss sie bei ihrer Tochter einziehen.
Tonio Fazius ist der Sohn von Karla und Stephan, der mit dem Tod seines Vaters nicht zurechtkommt und deswegen Hilfe bei der Psychologin Dr. Owusu sucht, in die er sich dann verliebt.

## Episodenliste
| Nr.                                                                                | Originaltitel | Regie        | Drehbuch                         |
| ---------------------------------------------------------------------------------- | ------------- | ------------ | -------------------------------- |
| 1                                                                                  | Folge 1       | Aron Lehmann | Carlos V. Irmscher, Aron Lehmann |
| 2                                                                                  | Folge 2       | Aron Lehmann | Carlos V. Irmscher, Aron Lehmann |
| 3                                                                                  | Folge 3       | Aron Lehmann | Carolina Zimmermann              |
| 4                                                                                  | Folge 4       | Pola Beck    | Burkhardt Wunderlich             |
| 5                                                                                  | Folge 5       | Pola Beck    | Burkhardt Wunderlich             |
| 6                                                                                  | Folge 6       | Pola Beck    | Carlos V. Irmscher               |
| Am 17. September 2020 wurde die erste Staffel weltweit bei Netflix veröffentlicht. |               |              |                                  |

## Produktion
Netflix kündigte die Produktion einer Serie mit Engelke in der Hauptrolle erstmals im Juni 2019 an. Die Dreharbeiten fanden von Ende September bis Mitte Dezember 2019 in Berlin-Kreuzberg, in einer Halle eines Umzugsunternehmens statt. Aron Lehmann und Carlos V. Irmscher fungierten dabei als Showrunner. Lehmann führt außerdem Regie. Für die Drehbücher der ersten zwei Folgen in Staffel 1 zeigten sich die beiden Showrunner verantwortlich; weitere Folgen wurden von Carolina Zimmermann und Burkhardt Wunderlich geschrieben.

## Rezeption
Markus Ehrenberg schreibt beim Tagesspiegel, dass Das letzte Wort einen amüsanten Blick auf ein Thema werfe, das oft verschwiegen wird. Für ihn hat die Serie eine ausgewogene Verteilung von Lachen und Weinen, die Figuren seien gut dargestellt. Kritikpunkt seinerseits ist, dass so manches Thema am Rande noch mit angeschnitten wird, was der Geschichte nicht immer gut tut.
Katharina Riehl von der Süddeutschen Zeitung beschreibt Das letzte Wort als eine Geschichte über das ganz normale Leben, erzählt von einem großartigen Ensemble, mit tollen Dialogen und Figuren und zeigt sich vor allem von den schauspielerischen Leistungen und Engelke begeistert.
Engelke in ihrer Paraderolle, so schreibt Felix Reek von GQ, der meint, dass die Serie ihr auf den Leib geschrieben wurde. Er sieht eine Ähnlichkeit zu After Life, wenn auch in Das letzte Wort die Komik leichter und die Trauer nicht ganz so existenziell sei, damit sei die Serie als familienfreundlicher anzusehen.
Der Fernsehkritiker Michael Meyer bezeichnet die Serie in seiner Kritik für den NDR als bitter-süße Serie, bei der die traurigen Aspekte überwiegen, auch wenn einige Szenen eher witzig sind. Insgesamt zeigt er sich begeistert über die schauspielerischen Leistungen von Engelke und Merten und bewertet die Serie, allein schon wegen Engelke, als lohnend.

## Auszeichnungen
- 2021 Deutscher Fernsehpreis: Kategorie Beste Comedy-Serie für Das letzte Wort[7]

- 2021 Grimme-Preis Nominierung: Kategorie Wettbewerb Fiktion für Das letzte Wort[8]